# Grzegorz Hańderek
Grzegorz Hańderek (ur. 1977 w Zabrzu) – polski artysta grafik, profesor sztuk plastycznych, rektor Akademii Sztuk Pięknych w Katowicach w kadencji 2020–2024.

## Życiorys
Ukończył studia na Uniwersytecie Śląskim (2002) i w Akademii Sztuk Pięknych w Katowicach (2003, dyplom z wyróżnieniem w Pracowni Wklęsłodruku). Doktoryzował się w 2005, a stopień doktora habilitowanego uzyskał w 2011 na ASP w Katowicach na podstawie pracy Powierzchowność/Exterior – cykl grafik.
Od 2003 zawodowo związany z ASP w Katowicach, na której objął stanowisko profesora oraz został prowadzącym Pracownię Interpretacji Literatury. W latach 2008–2012 był dziekanem Wydziału Artystycznego. W latach 2012–2020 był przez dwie kadencje prorektorem katowickiej uczelni do spraw kształcenia i studentów. W czerwcu 2020 został wybrany na rektora ASP w Katowicach w kadencji 2020–2024.
Zajmuje się sztukami wizualnymi oraz grafiką artystyczną. Autor kilkudziesięciu wystaw indywidualnych oraz uczestnik ponad 200 krajowych i zagranicznych wystaw zbiorowych. W 2015 był kuratorem 9. Triennale Grafiki Polskiej.
W 2014, za zasługi w działalności na rzecz rozwoju kultury i sztuki, został odznaczony Srebrnym Krzyżem Zasługi.